# Josef Jakob (Handballspieler)
Josef Jakob (* 11. September 1939 in Carani (deutsch Mercydorf), Königreich Rumänien) ist ein ehemaliger rumänischer Handballspieler und Handballtrainer. Seine größten Erfolge sind der Gewinn der Handballweltmeisterschaft, WM-Bronze und Gewinn des Europapokals. Dazu kommen sechs Landesmeistertitel mit Steaua Bukarest. Jakob galt Mitte der 1960er Jahre als bester Rechtsaußen der Welt. Seine Spezialität waren Tempogegenstöße und Torraumpässe auf den gegenüber positionierten Außenspieler oder den Kreisläufer. In 45 Länderspielen warf Jakob 121 Tore.

## Spielerlaufbahn

### Jugendjahre
Josef Jakob besuchte die Grundschule in seinem Heimatort Carani (1947–1953). Als Schüler der sechsten Klasse spielte Jakob einmal in der Caranier Feldhandball-Mannschaft gegen die Mannschaft aus Orțișoara als Rechtsaußen. Von 1953 bis 1955 begann er eine Lehrerausbildung am Pädagogischen Lyzeum in Timișoara. Er brach diese ab, als Alexander Hof-Codreanu ihn 1955 zu Electromotor Timișoara in die Regionalliga holte. Im selben Jahr wechselte der Trainer mit der gesamten Mannschaft zu Progresul Timișoara. Mit dem Regionalligisten belegte er den zweiten Platz hinter CFR Timișoara.

### Erste Liga
1957 wechselte Jakob zu Tehnometal Timișoara in die erste Liga. Dort war Adam Fischer aus Tomnatic sein Trainer. Nach dem Wechsel wurde Josef Jakob zum ersten Mal in die Jugendnationalmannschaft berufen. Nach einem längeren Trainingslager in Sighișoara und Bukarest bestritt die Jugendauswahl zwei Spiele in Polen auf dem Großfeld. Bei Tehnometal spielte Jakob noch drei Jahre lang auf dem Großfeld Handball. 1960 wurde der Betrieb auf dem Kleinfeld gestartet. Mit der Umstellung vom Groß- aufs Kleinfeld hörte die ältere Generation auf.
1962 fand der erste Annäherungsversuch der Bukarester Steaua an Jakob statt. Der Armeeklub bat den Rechtsaußen, in der Mannschaft bei der Spartakiade der Armeeklubs mitzumachen. Von 1964 bis 1966 wurde Jakob mit dem Armeeklub Vizemeister. Steaua verstärkte sich mit Dieter Christenau, Ion Marinescu, Gheorghe Goran und Ion Popescu, woraufhin Steaua Bukarest erneut Meister wurde. 1968 gewann Jakob mit Steaua den Europapokal der Landesmeister durch ein 13:11 im Finale von Frankfurt am Main gegen Dukla Prag. Im selben Jahr wurde Jakob zusammen mit dem Bukarester Rückraumspieler Gruia in die Weltauswahl berufen. Die nächsten Jahre waren von Erfolg gekrönt. Der Armeesportklub wurde von 1968 bis 1971 viermal hintereinander Meister.

### Nationalspieler
Im Jahr 1962 wurde Jakob zum ersten Mal zur Nationalmannschaft eingeladen. Als Jakob zu Steaua stieß, war Hansi Schmidt bereits beim Armeeklub. Fast gleichzeitig mit Jakob wurde Gheorghe Gruia zur Handballmannschaft geholt. Die drei neuen Spieler verhalfen der Mannschaft sofort zum ersten Meistertitel auf dem Kleinfeld. 1963 wurde Ioan Kunst-Ghermănescu Nationaltrainer.
Im November 1963 wurden die Nationalspieler in ein fünfmonatiges Trainingslager berufen, das zur Vorbereitung auf die  Weltmeisterschaft Anfang März 1964 diente und bis zu deren Beginn andauerte. Diese Vorbereitungszeit wurde nur durch Kurzreisen und Spiele in Deutschland und in der Schweiz unterbrochen. 1963 setzte sich Hansi Schmidt in die Bundesrepublik Deutschland ab. Doch auch ohne ihn verteidigte Rumänien seinen Weltmeistertitel in der Tschechoslowakei.

## Trainerlaufbahn
1971 wurde Jakob Spielertrainer beim deutschen Regionalligisten LTV Wuppertal, den er vier Jahre treu blieb. Anschließend trainierte er die Landesligisten HTV Remscheid und RTV Remscheid. 1979 übernahm Jakob das Traineramt der Turnerschaft Esslingen. Nachdem Esslingen ihm nach einem Jahr entließ, wurde er Spielertrainer beim Oberligisten TSV Scharnhausen, den er in die Regionalliga führte. Zwischen 1982 und 1985 war er beim Bezirksligisten Wernauer Sportfreunde tätig. Anschließend übernahm Jakob für sechs Jahre das Traineramt beim damaligen Bezirksligisten TSV Neuhausen, den er bis in die Verbandsliga führte. Nach einer kurzen Station in Bernhausen trainierte er in der Saison 1992/93 den RSK Esslingen und kehrte danach zum TSV Neuhausen zurück, wo er die zweite Herrenmannschaft von der Kreisliga II in die Bezirksliga führt. 1997 übernahm er das Traineramt beim TSV Denkendorf, den er von der Kreisliga bis in die Landesliga führte. 1999 beendete Jakob seine Trainertätigkeit.
Weil Jakob sich 1972 entschloss nicht mehr nach Rumänien zurückzukehren, wurde er als Deserteur in Abwesenheit zu fünf Jahren Gefängnis verurteilt.

## Auszeichnung
Im Jahr 2009 wurde Jakob vom rumänischen Staatspräsidenten Traian Băsescu der Sportverdienstorden (Ordinul „Meritul Sportiv“) zweiter Klasse zuerkannt.